# Polarografie

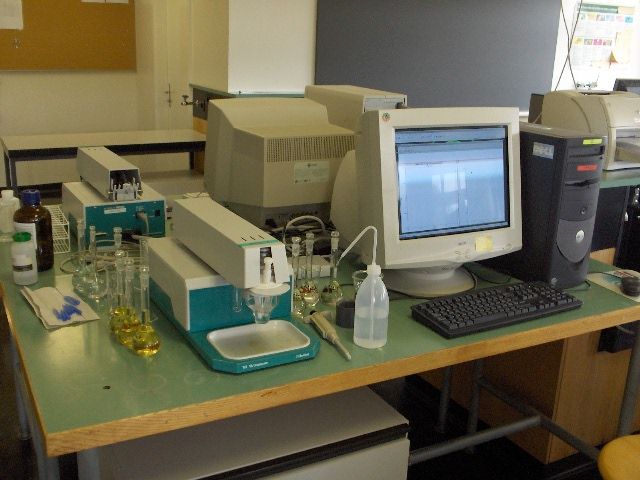
Een polarografie-werkplaats

Polarografie is een vorm van voltammetrie waarbij gebruik wordt gemaakt van een vloeistof-werkelektrode waarvan het oppervlak periodiek (hangende druppel of dunne film) of continu (vallende druppels) wordt vernieuwd. De tegenwoordige vorm waarin polarografie plaatsvindt, wordt differentiële pulspolarografie genoemd.
In 1922 werd de term door Jaroslav Heyrovský geïntroduceerd in zijn publicatie Electrolysis with the dripping mercury cathode. Daarin beschrijft hij een techniek waarbij twee elektroden in een oplossing worden geplaatst: een elektrode heeft een vast potentiaal (elektrische spanning) en wordt de referentie-elektrode genoemd en de ander heeft een variabele potentiaal en bestaat uit een capillair waar kwik uit druppelt. Deze wordt de werkelektrode (of druppelende kwikelektrode) genoemd.
De potentiaal over de werkelektrode wordt langzaam veranderd. Meestal wordt de potentiaal langzaam negatiever (minder positief) gemaakt ten opzichte van de referentie-elektrode. Telkens vlak voordat er een druppel kwik van de elektrode afvalt, wordt de stroomsterkte gemeten. Wanneer er nu een deeltjessoort in de oplossing zit die bij een bepaalde potentiaal kan reageren aan de werk-elektrode, zal de stroomsterkte stijgen. Hoe meer deeltjes er in de oplossing zitten (dus hoe hoger de concentratie), des te groter de gemeten stroomsterkte is. Deze wordt tegen de potentiaal van de werkelektrode uitgezet. Door de hoogte van de stroomsterkte te vergelijking met die van een ijkoplossing kan de concentratie van de te meten oplossing worden bepaald.
De verkregen polarogrammen, die een trapsgewijze vorm hebben, de zogenaamde polarografische golven, kunnen gebruikt worden om reductiepotentialen te bepalen, vanuit de reductiepotentialen stoffen te identificeren of om stoffen kwantitatief te bepalen.

## Toepassingsgebied
In principe kunnen aan de druppelende kwik-elektrode zowel reductie- als oxidatiereacties worden bestudeerd. Vooral de reductiereacties zijn uitvoerig beschreven. Het betreft dan de ontlading van (positief geladen) metaalionen. In tegenstelling tot de gewone elektrolyse, waarbij de grens voor de tussen wel (zink) en niet (Aluminium) neer te slaan uit een waterige oplossing ligt (op basis van de standaardelektrodepotentiaal) is polarografie ook toepasbaar op de alkalimetalen.